# جون وو (سياسي)
جون وو (بالصينية: 吳志揚) هو سياسي تايواني، ولد في 1969 في زونغلي في تايوان. حزبياً، نشط في الكومينتانغ. في 2016 Taiwanese legislative election ‏، انتخب عضو مجلس ليوان التشريعي ‏ عن دائرة National At-Large Constituency ‏ وقد انضم خلال فترته النيابية ‏ (1 فبراير 2016 – )  للكتلة البرلمانية الكومينتانغ.